# Rue Dufay
La rue Dufay est une voie publique de la commune française de Rouen.

## Situation et accès
La rue Dufay est accessible avec la ligne de bus à haut niveau de service "Fast" F1 (où la fréquence est de 10 minutes en période d'affluence et permettant de se rendre dans le centre-ville de Rouen en moins de 25 minutes de 5 h 30 à minuit) du Réseau Astuce et de la ligne de nuit Noctambus à l'arrêt Dufay situé à quelques mètres. Une station de vélo libre service Lovélo est également présente.

## Origine du nom
La rue a pris le nom du botaniste et chirurgien Antoine Dufay (né le 16 novembre 1680 à Rouen, mort le 17 janvier 1771 à Rouen), un des premiers membres de l'Académie des sciences, belles-lettres et arts de Rouen, à la suite d'une décision du conseil municipal du 13 mars 1885.

## Historique
La rue allait initialement de la rue d'Elbeuf à la rue Louis-Blanc. Elle fut prolongée jusqu'à la rue Saint-Julien en 1979.

## Bâtiments remarquables et lieux de mémoire
- no 1 : maison construite pour Ernest Fouray. Occupée aujourd'hui par la Direction régionale de l'Environnement, de l'Aménagement et du Logement
- no 3 : maison construite pour le négociant Émile Bedet sur les plans de l'architecte Émile Fauquet, avec sculptures de Jean-Baptiste Foucher[3].
- Jardin des plantes de Rouen
- no 5 : maison construite en 1895 pour l'industriel Henry Fryer sur les plans de l'architecte Loisel.
- no 6 : maison construite en 1905 pour Charles Leblond sur les plans de l'architecte Émile Fauquet[4],[5].
- no 16 : Jean de Mas Latrie[6],[7] puis Robert Régnier, conservateur du muséum d'histoire naturelle de Rouen, y ont habité.
- no 28 : maison construite pour Henri Liégard.
- no 40 : maison construite sur les plans de l'architecte Émile Fauquet.

Une entrée du Jardin des plantes de Rouen s'y trouve.